# كاتلين ريان
كاتلين ريان (بالإنجليزية: Caitlin Ryan)‏ هي راكبة كانو نيوزيلندية، ولدت في 9 فبراير 1992 في تاكابونا ‏ في نيوزيلندا.

## وصلات خارجية
- كاتلين ريان على موقع الاتحاد الدولي للكانو (الإنجليزية)
- كاتلين ريان على موقع اللجنة الأولمبية الدولية (الإنجليزية)
- كاتلين ريان على موقع أوليمبيديا (الإنجليزية)
- كاتلين ريان على موقع اللجنة الأولمبية النيوزيلندية (الإنجليزية)